# Itoplectis saxosa
Itoplectis saxosa är en stekelart som beskrevs av Cockerell 1921. Itoplectis saxosa ingår i släktet Itoplectis och familjen brokparasitsteklar. Inga underarter finns listade i Catalogue of Life.